# 8246 Kotov
8246 Kotov (1979 QT8) là một tiểu hành tinh vành đai chính được phát hiện ngày 20 tháng 8 năm 1979 bởi N. S. Chernykh ở Đài vật lý thiên văn Crimean.